# Nephus quadrimaculatus
Nephus quadrimaculatus  (лат.) — вид божьих коровок из подсемейства Scymninae.

## Описание
Жук длиной 1,5—2 мм. Надкрылья чёрные, каждое с двумя красно-жёлтыми пятнами..